# Natalie Cramme-Hill

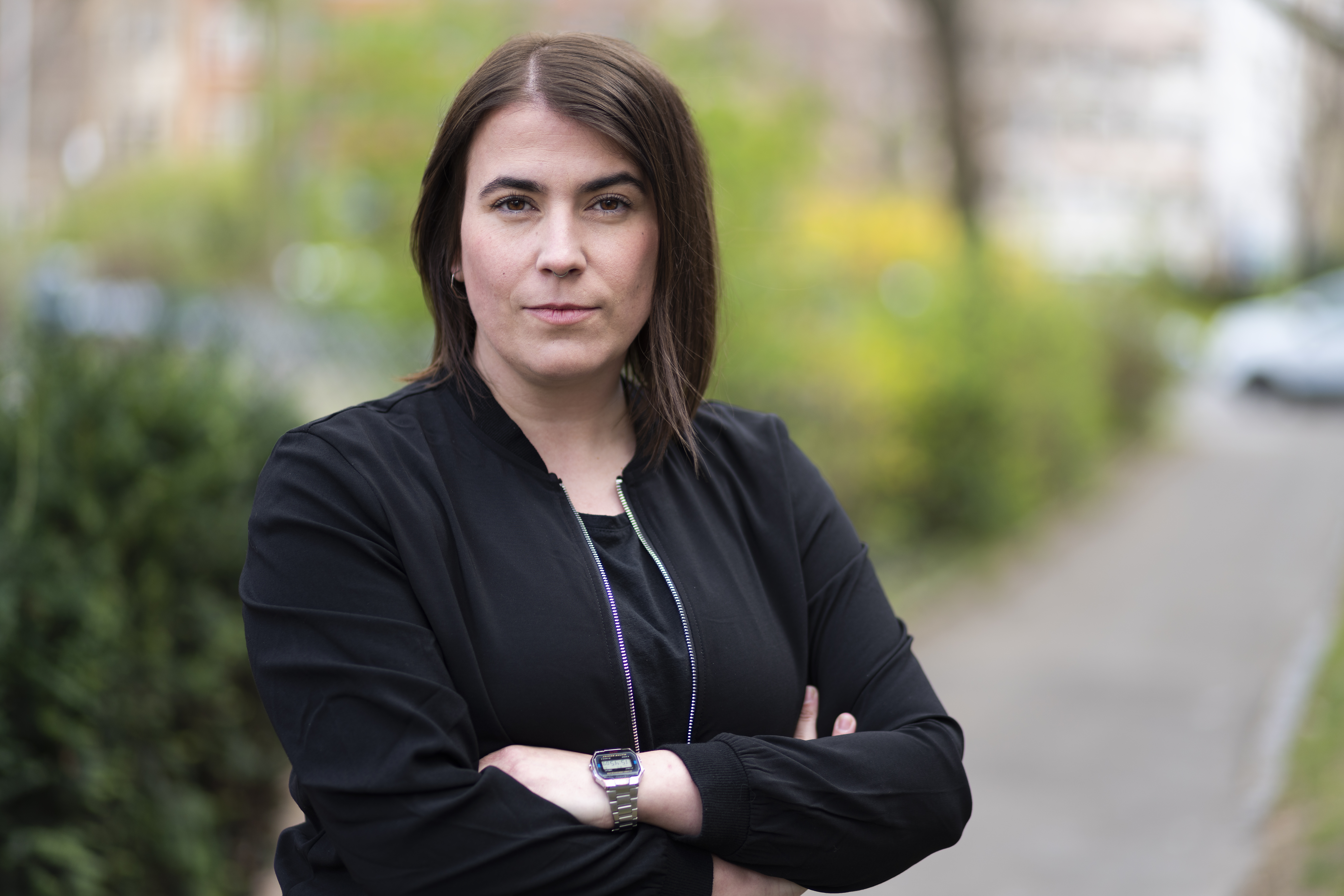
Natalie Cramme-Hill (2022)

Natalie Cramme-Hill (* 15. August 1986 in Saarburg) ist eine deutsche Politikerin (Bündnis 90/Die Grünen). Seit März 2022 ist sie Landesvorsitzende von Bündnis 90/Die Grünen Rheinland-Pfalz, gemeinsam mit Paul Bunjes.

## Leben
Natalie Cramme-Hill wuchs im saarländischen Nennig an der Obermosel auf und absolvierte eine Ausbildung zur Chemielaborantin beim Landesuntersuchungsamt des Saarlandes. Sie arbeitete mehrere Jahre in einem Forschungs- & Entwicklungslabor von DuPont de Nemours in Luxembourg als Chemical Analyst. 
Nach der Geburt ihrer beiden Kinder und bis zu ihrer Wahl als Landesvorsitzende war sie als Assistentin bei der Stadtverwaltung Trier tätig.

## Politisches Engagement
Von 2019 bis 2023 war Cramme-Hill Kreisvorsitzende der Grünen Trier, von 2023 bis 2024 Mitglied des Kreisvorstands. Von 2020 bis 2022 war sie Sprecherin der Landesarbeitsgemeinschaft Demokratie und Recht. 2021 kandidierte sie auf Listenplatz 23 für die Landtagswahl in Rheinland-Pfalz.
Auf der Landesdelegiertenversammlung in Idar-Oberstein am 12. März 2022 wurde sie mit 82,9 Prozent der Stimmen als Landesvorsitzende gewählt.
Sie wurde auf der Landesdelegiertenversammlung am 7. Dezember 2024 in ihren Ämtern bestätigt. Cramme-Hill wurde ohne Gegenkandidat mit 87,75 Prozent wiedergewählt.

## Ausbildung
Natalie Cramme-Hill absolvierte eine Ausbildung zur Chemielaborantin beim Landesamt für Soziales, Gesundheit & Verbraucherschutz mit anschließender Anstellung, sowie ein berufsbegleitendes Bachelor-Studium in Betriebswirtschaft an der IU Internationale Hochschule.